# 價帶

半导体能带结构示意图：上方三条白色带为没有电子填充的带，下面四条灰色带为充满电子的带，其中最高一条灰色带为价带，它与最低一条白色带之间的空隙为能隙

金属、半导体、绝缘体的能带结构简图，其中蓝色带为导带，红色带为价带，中间的虚线为费米能级。可见，金属没有能隙，而半导体和绝缘体均有能隙，且后者的能隙大于前者。

价带（英語：valence band），或稱價電帶，是绝对零度下的固體之中电子所在最高能量的区域，若給價電帶上的電子一個高於能隙的能量，該電子便會跳到傳導帶中。

## 构成
价带电子被束缚在原子周围，而不像导体、半导体裡导带的电子一样能够脱离原子晶格自由运动。在某种材料的电子能带结构图像中，价带位于导带的下方，在价带和导带的中间绝缘（绝缘体）或由能隙（或称“禁带”）间隔，而在金属中，价带和导带之间没有能隙。
为了理解价带的概念，先考虑金属的原子结构是必要的。例如，锂原子的电子排布为1s22s1只能形成一个化学键。然而，当形成块体金属（bulk metal）时，锂原子通过从相邻锂原子获得一个电子达到共振，结果电子排布变为1s22s12p1 (e-)。共用这个电子的结果是，相邻的锂原子的失去一个电子，其电子排布变为1s2 (e+)，前者带一个负电荷，它具有形成两个共价键的能力，这样就可以形成块体金属。在金属内部，带有正电荷的锂原子保持在单独、未成键的状态，但是（从外部看）它能起抵消相邻锂原子负电荷的作用，这样就能形成锂的金属基体（matrix）。
在锂的三维金属结构中，其轨道从低能级轨道（例如1s，然后2p）依次排列。共价键的形成是一个很快的过程，看起来就像是在此时间段中，2s轨道被电子完全填满，而2p轨道被部分填充，即2p轨道其他部分未填充电子。填满的2s和部分填充的2p轨道有一重叠的部分，称为交错带（overlapped zone）。
对于任何的金属元素，通过其原子形成金属，都必须经过这样的过程。具有最高能量且被完全填满的电子轨道就形成了价带（例如锂原子中的2s电子轨道），由于价带被电子充满，因而也称“满带”；而没有电子的轨道则被称为导带（例如锂原子的2p电子轨道），也称“空带”。

## 导体、半导体和绝缘体
价带与导带重叠区域的大小与原子间距离rd，并且同轨道能级有关。如果rd较大，或轨道能级较大，则重叠区域小，甚至没有重叠、形成能隙Eg。金属的导电性取决于其价带和导带之间自由流动的电子。这样，大重叠区域的金属就具有很好的导电性，进而具有较好的金属性。如果价带和导带之间的能隙较小，则电子只有在受外部能量（以热量等形式）激发的情况下才有可能从价带流动到导带。这些具有较小Eg的材料被称作是半导体。如果Eg足够大，则在通常状态下，电子从价带到导带的流动就小得可以忽略，这些材料被称作是绝缘体。
半导体和绝缘体不良的导电性是由其价带的性质造成的。如果价带填满，电子总数目与从最低能态到价带顶的能态数相等，在能隙中没有可以占据的能态。这意味着，如果外加电场，电子能量无法增加，因为不存在比现有能态更高的能态可以占据。
然而，一些半导体具有微小的导电性，然而，这是由于其中的少数电子受到热激发（thermal excitation）的原因，一些电子获得了足够的能量，以至于能够越过能隙。我们把这种“热激发”，叫做“本征激发”。一旦它们来到导带中，它们就能够传导电流，同时价带中的空穴也能     够传导电流。空穴是指价带中没有电子占据的状态，因此可以将具有大量电子的价带中相对少数的没有电子的状态看作是具有正电荷的“空穴”。